# Cumulopuntia
Cumulopuntia es un género de plantas suculentas perteneciente a la familia Cactaceae. Contiene 14 especies aceptadas y son nativas de Suramérica.

## Descripción
Las especies de este género son de crecimiento bajo y forman cojines que están densamente ramificados lateralmente. Las tallos son articulados y están formados por segmentos de forma esférica, elíptica u ovalada. Son regordetes y miden unos 10 cm de largo. Las hojas son diminutas, suelen ser cilíndricas, miden de 5 a 9,5 milímetros de largo y se caen prematuramente.  
Sobre los tallos se asientan areolas que se agrupan hacia el ápice. Presentan gloquidios, pelos y generalmente espinas. 
Las flores pueden ser de color rojo o amarillo y se cierran por la noche. Los frutos pueden tener forma elíptica, forma de huevo o esférica. Tienen las paredes gruesas y son carnosos. 
Las semillas son de forma esférica a esférico-ovoidal o peral. Son de color beige a marrón, a veces están arrugadas y miden de 3 a 5,5 mm de largo. Son secas, sin pulpa y el embrión tiene forma de gancho.

## Distribución y hábitat
El área de distribución nativa de este género va desde Perú hasta el sur de Sudamérica. Concretamente lo encontramos en el noroeste de Argentina, Bolivia, norte y centro de Chile y Perú.

## Taxonomía
El género fue descrito por el botánico alemán Friedrich Ritter y publicado en el libro Kakteen in Südamerika 2: 399 en el año 1980.
Etimología
Cumulopuntia: nombre genérico formado por dos palabras: el sustantivo latino cumulus (que significa 'cúmulo', 'montón' o 'masa amontonada') y el género Opuntia, (con el que el género tiene similitudes), haciendo referencia al crecimiento de la planta en forma de montones de tallos apilados.

## Especies aceptadas
Actualmente, el género Coryphantha consta de 14 especies aceptadas según Plants of the World Online (POWO):
| Imagen | Nombre científico                                             | Distribución                                          |
| ------ | ------------------------------------------------------------- | ----------------------------------------------------- |
|        | Cumulopuntia berteroi (Colla) F.Ritter                        | Centro de Chile                                       |
|        | Cumulopuntia boliviana (Salm-Dyck) F.Ritter                   | Noroeste de Argentina, Bolivia, norte de Chile y Perú |
|        | Cumulopuntia chichensis (Cárdenas) E.F.Anderson               | Noroeste de Argentina y Bolivia                       |
|        | Cumulopuntia corotilla (K.Schum. ex Vaupel) E.F.Anderson      | Sur de Perú                                           |
|        | Cumulopuntia dimorpha (C.F.Först.) A.Pauca & Quip.            | Perú                                                  |
|        | Cumulopuntia ignescens (Vaupel) F.Ritter                      | Bolivia, norte de Chile y sur de Perú                 |
|        | Cumulopuntia iturbicola G.J.Charles                           | Noroeste de Argentina (Jujuy)                         |
|        | Cumulopuntia leucophaea (Phil.) Hoxey                         | Norte de Chile y centro de Perú                       |
|        | Cumulopuntia mollispina Hoxey, A.Pauca, Quip. & Gdaniec       | Perú                                                  |
|        | Cumulopuntia rossiana (Heinrich & Backeb.) F.Ritter           | Noroeste de Argentina, sur de Bolivia y Perú          |
|        | Cumulopuntia sphaerica (C.F.Först.) E.F.Anderson              | Oeste y sur de Perú                                   |
|        | Cumulopuntia subterranea (R.E.Fr.) F.Ritter                   | Noroeste de Argentina (Jujuy) y suroeste de Bolivia   |
|        | Cumulopuntia unguispina (Backeb.) F.Ritter ex A.Pauca & Quip. | Perú                                                  |
|        | Cumulopuntia zehnderi (Rauh & Backeb.) F.Ritter               | Sur de Perú                                           |